# Trutzhof (Burghausen)
Trutzhof ist ein Gemeindeteil der Stadt Burghausen im Landkreis Altötting in Oberbayern. Bis 1977 war Trutzhof ein Ortsteil der ehemaligen Gemeinde Raitenhaslach.
Erstmals als Gemeindeteil, aber noch nicht amtlich benannt, erschien Trutzhof in der Dokumentation zur Volkszählung von 1950. Damals wurden zwei Wohngebäude und 35 Einwohner verzeichnet. Bei der Volkszählung 1961 wurden 39 Einwohner in vier Wohngebäuden ermittelt. 1970 wurden in Trutzhof und Papiermühle 52 Einwohner gezählt. Bei der Volkszählung am 25. Mai 1987 wurden zwei Wohngebäude mit acht Wohnungen und 17 Einwohner festgestellt.

## Historische Papiermühle „Trutzhof“
Die ehemalige Papiermühle, die namensgebend für den Gemeindeteil Papiermühle war, wird heute Trutzhof genannt. Diesen Namen erhielt das Gebäude von dem Kunstmaler Richard Strebel, der von 1919 bis 1940 dort wohnte. Erbaut wurde die zum Zisterzienserkloster Raitenhaslach gehörende Papiermühle mit einem Mansard-Walmdach um 1820/35 und sie wurde seither mehrfach umgebaut. Nach der Säkularisation wurde noch bis zum Ende des 19. Jahrhunderts Papier hergestellt, dann wurde die Papiermühle zu einer Kunstmühle umgebaut. 1922 wurde die Hälfte der Bausubstanz (der gewerbliche Teil) abgerissen und es verblieb nur noch das Wohngebäude, das bereits früher den „Papiermüllern“ als herrschaftliches Anwesen diente. Zum Trutzhof gehören landwirtschaftliche Gebäude.